# 天草灘
天草灘（あまくさなだ）は、九州西岸の長崎県南部・熊本県西部・鹿児島県北西部に跨る東シナ海の沿岸部の海域であり、九州との間に有明海と八代海を包し、北部は橘湾に接しており、羊角湾や妙見浦などの水域が沿岸に存在する。

## 沿岸地域
沿岸の自治体は熊本県天草市・苓北町、長崎県南島原市・雲仙市・諫早市・長崎市・五島市、鹿児島県長島町・阿久根市・薩摩川内市が該当する。

## 地理
天草下島・島原半島-長崎半島南端・福江島・男女群島で囲まれた海域を指すが、一般には天草下島西方に分布する大陸棚とその縁辺にあたる海域を指す。海上保安庁が発行する日本の水路図誌（海図）にも掲載されている。
付近は海岸線が大きく入り組んでいるため、福江島南東の黄島と甑島列島の上甑島の間に基線が設定されている。これより北東側は海洋法上日本の内水（内海）とみなされ、この基線から南西側12海里（約22.2km）までが日本の領海であり、通常より広くとられている。
南と西は東シナ海に開けている。南東部は甑島列島の上甑島で、薩摩半島基部との間は甑海峡とも呼ばれる海域。東部は天草下島と鹿児島県長島の間から八代海に繋がり、天草下島に羊角湾が切れこむ。天草下島と島原半島の間の早崎瀬戸から有明海・八代海へ繋がり、その北の長崎半島と島原半島に囲まれた海域は橘湾（千々石湾）と呼ばれる。北の福江島と長崎半島の間は五島灘・角力灘へ繋がる。
沿岸は奇岩・海食洞・岩礁が連続し、雲仙天草国立公園の富岡・天草・牛深の3海中公園がある。風光明媚な海岸で知られ、天草下島の妙見浦は国の名勝にも指定されている。林芙美子の小説『天草灘』や、江戸時代の陽明学者である頼山陽の詩文などにも取り上げられている。

## 生態系
五島西方沖を北上する対馬海流の分流が流れこみ、沿岸の気候は温暖である。沿岸漁業が盛んに行われ、イワシ類・サバ・マダイ・シイラ・イセエビ・タコ・イカ類などが漁獲される。なお、梅雨から夏にかけては塩分の低い沿岸水が表層に溜まり「二重潮」が発生することがある。二重潮では漁網が浮き上がる・ねじれるなどの現象が起こる。
また、沿岸にはミナミハンドウイルカの群れが生息し、ドルフィンウォッチングも行われている他、スナメリも付近に生息していたり、長崎半島の50キロメートル程度の沖合にはマッコウクジラが確認されているが、かつては天草灘の沿岸にも多数のヒゲクジラ類が回遊していた可能性がある。また、橘湾はウミガメ（アオウミガメとアカウミガメ）にも利用されている。

## 関連画像
- 長崎県亜熱帯植物園（長崎市）
- 富岡城址から巴崎（砂嘴）、坂瀬川、天草市通詞島方面を望む（苓北町）。
- 天草下島・妙見浦（天草市）
- 天草下島・白鶴浜（天草市）。「高浜海水浴場」として利用されている